# Петровце на Лаборецу
Петровце на Лаборецу (слч. Petrovce nad Laborcom) насељено је мјесто са административним статусом сеоске општине (слч. obec) у округу Михаловце, у Кошичком крају, Словачка Република.

## Становништво
| Година:    | 1994. | 2004.   | 2014.   | 2024.    |
| ---------- | ----- | ------- | ------- | -------- |
| Број људи: | 887   | 966     | 1018    | 1128     |
| Разлика:   |       | +8,90 % | +5,38 % | +10,80 % |

| Година:    | 2023. | 2024.   |
| ---------- | ----- | ------- |
| Број људи: | 1107  | 1128    |
| Разлика:   |       | +1,89 % |

Према подацима о броју становника из 2011. године насеље је имало 1.000 становника.